# Дельта-дю-Флёв-Сенегаль (биосферный резерват)
Дельта-дю-Флёв-Сенегаль, или дельта Сенегала, — трансграничный биосферный резерват, основанный в 2005 году в дельте реки Сенегал на территории Сенегала и Мавритании.
В базе данных всемирной сети биосферных резерватов указаны следующие координаты заповедника: 15°44′ с. ш. 15°37′ з. д. — 16°50′ с. ш. 16°35′ з. д.. Согласно концепции зонирования резерватов общая площадь парка, которая составляет 6417,68 км² разделена на три основные зоны: ядро — 954,6 км², буферная зона — 861,42 км², зона сотрудничества — 261,98 км². Резерват включает в себя водную часть — 261,98 км² буферной зоны являются морскими — из-за чего высота заповедника над уровнем моря колеблется от −2840 метров до 20 метров.
Важное значение парка подтверждается большим количеством охраняемых природных территорий, которые были сформированы в регионе до его создания. Ядро резервата дельта Сенегала включает в себя орнитологический резерват Джудж в Сенегале, национальный парк Диавалинг и заповедник Чат-Т-Бул в Мавритании. Все части ядра являются водно-болотными угодьями, охраняемыми рамсарской конвенцией, орнитологический резерват Джудж входит в список объектов всемирного наследия ЮНЕСКО. Буферная зона управляется также как и ядро. Исключение составляет Gandon Forest в Сенегале, который является природным заповедником. Зона сотрудничества включает в себя общественную и частную собственность. Парк управляется межведомственными национальными комитетами каждой из стран участниц, которые принимают участие в планировании мероприятий и мониторинге резервата. Трансграничный координационный комитет выполняет необходимые надзорные функции и распределение бюджета.
Гидравлическая система резервата разделяет его на несколько бассейнов. Основными экосистемами являются водно-болотные угодья и тропическая саванна, береговая линия представляет собой множество лагун. Ландшафт очень разнообразен и включает в себя земли, питаемые как естественными источниками (морем, озёрами и подземными водами), так и искусственными, посредством гидравлических сооружений.
На территории резервата проживает около 375 000 человек, в основном трёх этнических групп: волофы, мавры и фульбе. В зоне сотрудничества поддерживается культурный контакт с Сен-Луи и другими районами, которые выделяются местным населениям с исторической, культурной и религиозной точек зрения. В сельском хозяйстве региона преобладает выращивание риса, томатов и сахарного тростника. Кроме того, население разводит скот, занимается рыбной ловлей. Исследования, проводящиеся на территории биосферного резервата, включают в себя мониторинг численности птиц и рыб, мониторинг климата, изучение гидрологических особенностей региона.

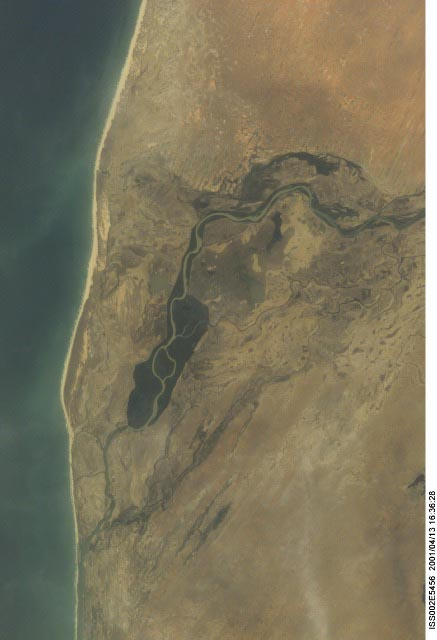
Дельта Сенегала, снимок НАСА
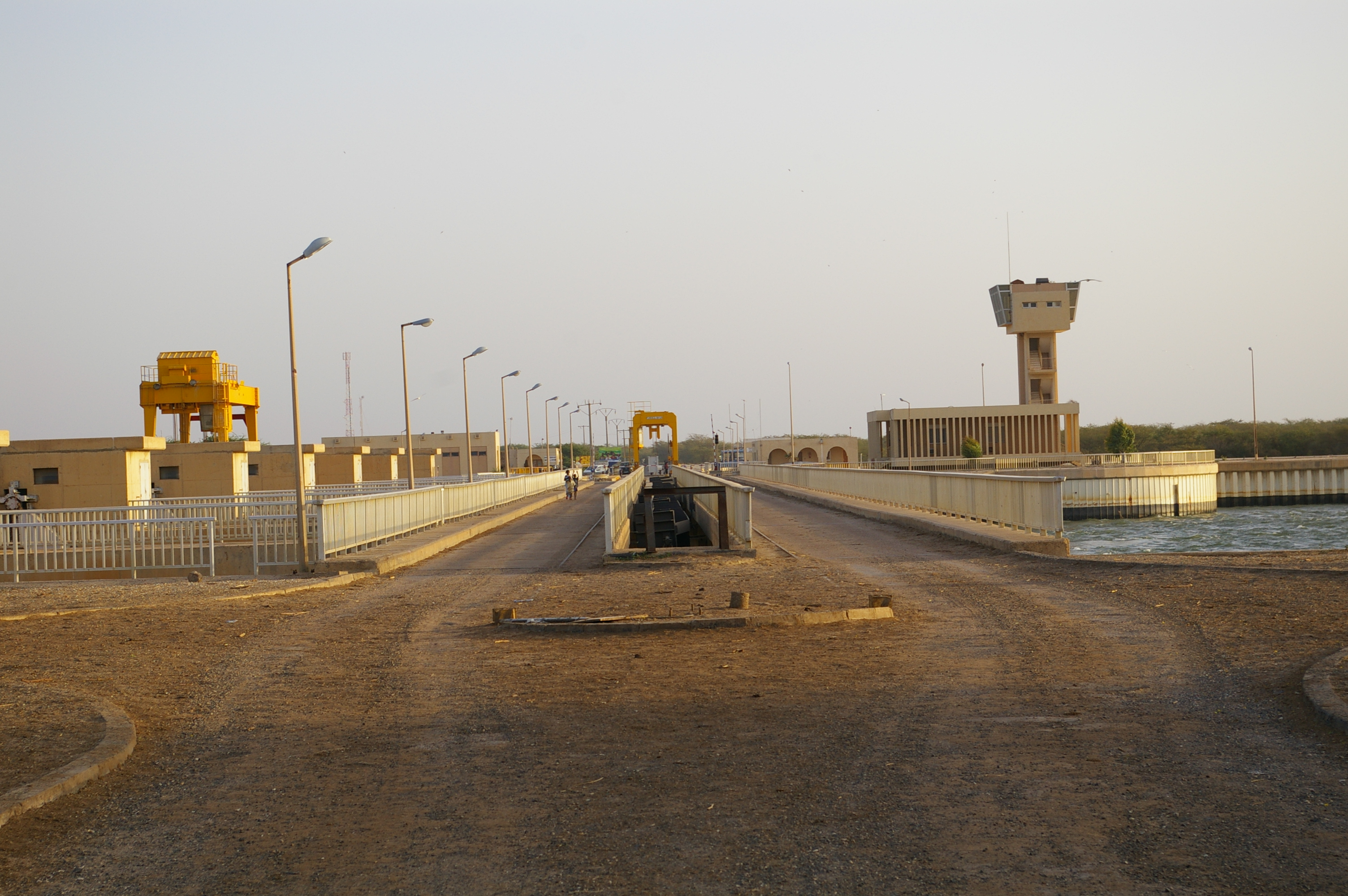
Дамба Диама расположена на границе Мавритании и Сенегала
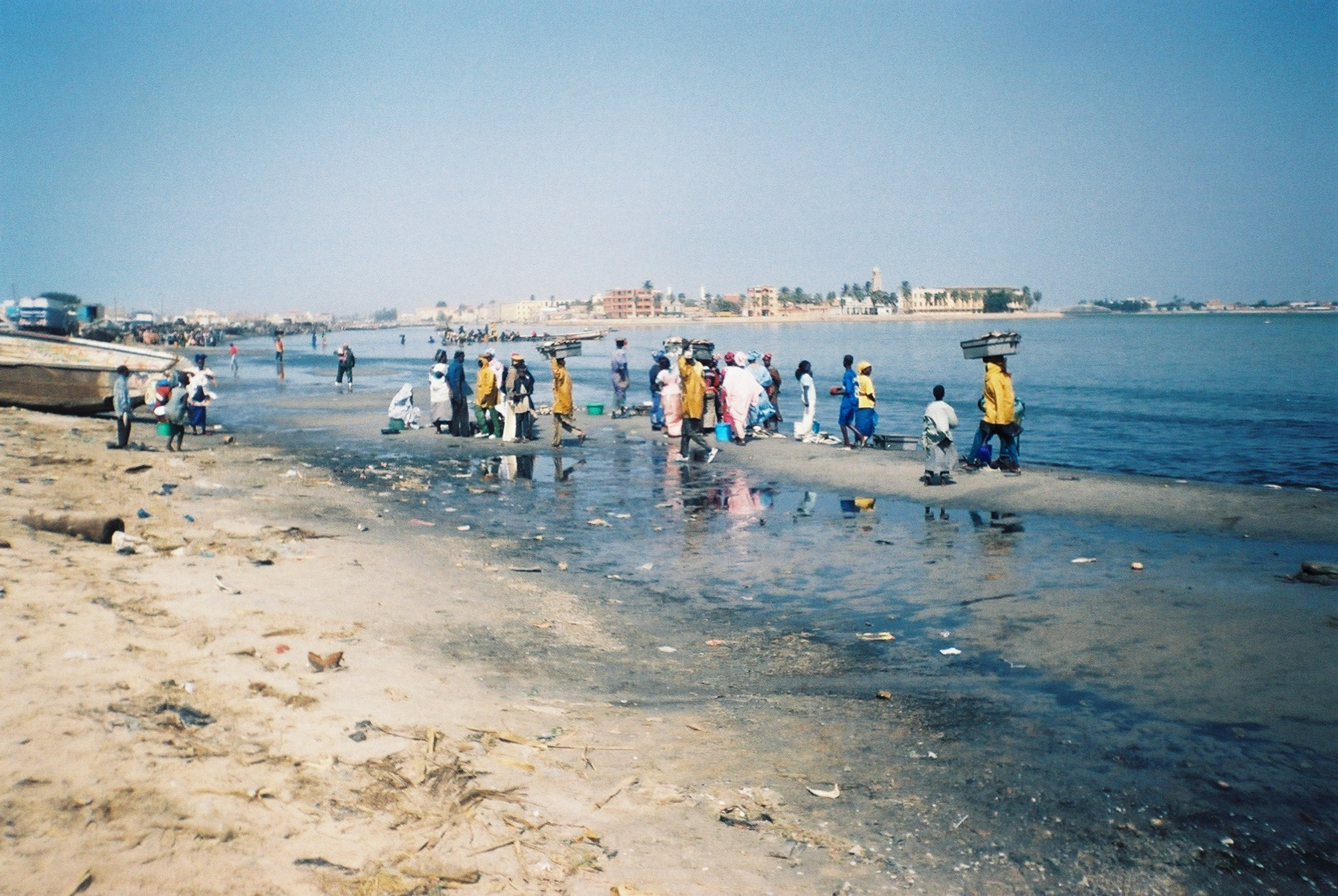
Река Сенегал в Сен-Луи